# Red Bay (Alabama)
Red Bay es una ciudad situada en el condado de Franklin, Alabama, Estados Unidos. Tiene una población estimada, a mediados de 2022, de 3205 habitantes.

## Demografía

### Censo de 2020
Según el censo de 2020, en ese momento la localidad tenía una población de 3232 habitantes.
| Raza                   | Núm. | Porc.  |
| ---------------------- | ---- | ------ |
| Blancos                | 2896 | 89.6%  |
| Afroamericanos         | 32   | 1.0%   |
| Amerindios             | 32   | 1.0%   |
| Asiáticos              | 8    | 0.2%   |
| Isleños del Pacífico   | 2    | 0.1%   |
| De otras razas         | 122  | 3.8%   |
| De una mezcla de razas | 140  | 4.3%   |
| Total                  | 3232 | 100.0% |

Del total de la población, el 5.5% eran hispanos o latinos de cualquier raza.

### Estimación 2018-2022
De acuerdo con la estimación 2018-2022 de la Oficina del Censo, los ingresos medios de los hogares son de $33,234 y los ingresos medios de las familias son de $53,600.

## Geografía
La localidad está ubicada en las coordenadas 34°26′10″N 88°08′11″O / 34.43611, -88.13639 (34.436097, -88.136515).
Según la Oficina del Censo, tiene una superficie total de 25.50 km², de los cuales 25.26 km² corresponden a tierra firme y 0.24 km² están cubiertos de agua.